# N.E.C. in het seizoen 2021/22
|               | Eredivisie | KNVB beker | Totaal |
| ------------- | ---------- | ---------- | ------ |
| Wedstrijden   | 34         | 4          | 38     |
| Gewonnen      | 10         | 3          | 13     |
| Gelijk        | 8          | 0          | 8      |
| Verloren      | 16         | 1          | 17     |
| Thuis         | 17         | 1          | 18     |
| Uit           | 17         | 3          | 20     |
| Gele kaarten  | 51         | 6          | 57     |
| 2× gele kaart | 0          | 0          | 0      |
| Rode kaarten  | 3          | 0          | 3      |
| Doelsaldo     | −14        | +3         | −11    |
| voor          | 37         | 7          | 44     |
| tegen         | 52         | 4          | 56     |
| ‘De Nul’      | 10         | 1          | 11     |

N.E.C. komt in het seizoen 2021/22 voor het eerste seizoen in de Eredivisie, na vier seizoenen in de Eerste divisie. Ze eindigden als elfde. Daarnaast komt de ploeg uit in de KNVB Beker, waar het in de kwartfinale werd uitgeschakeld door Go Ahead Eagles.

## Seizoenssamenvatting

#### Mei
- Op 25 mei maakte N.E.C. bekend dat het de contracten van Javier Vet en Bart van Rooij met één jaar had verlengd.
- Op 27 mei werd Ilias Bronkhorst de eerste aankoop van N.E.C. Hij tekende voor twee seizoenen, met een optie voor nog een jaar.

#### Juni
- Op 7 juni werd bekend dat Lasse Schöne na negen jaar bij Ajax, Genoa en sc Heerenveen terugkeerde bij N.E.C. Hij tekende een contract voor twee seizoenen.
- Op 17 juni maakte N.E.C. bekend dat het keeper Danny Vukovic voor twee seizoenen aan zich gebonden had.
- Op 22 juni maakte N.E.C. bekend dat Mattijs Branderhorst zijn aflopende contract met twee jaar verlengd had.
- Op 22 juni werd bekend dat dat N.E.C. Mikkel Duelund voor één seizoen zou huren van Dynamo Kiev.
- Op 28 juni werd Magnus Mattsson de derde Deense aankoop voor N.E.C. Hij tekende voor drie seizoenen bij N.E.C., met een optie voor een extra jaar.

#### Juli
- Op 1 juli speelde N.E.C. de klassieke openingswedstrijden tegen SC NEC. Het won met 1-13, door doelpunten van Thibo Baeten (6x), Mikkel Duelund (2x), Ole Romeny, Elayis Tavşan, Souffian El Karouani, Magnus Mattsson en Kevin Bukusu.
- Op 3 juli verloor N.E.C. het oefenduel met AZ met 1-4, door goals van Sam Beukema (2x), Myron Boadu en Zakaria Aboukhlal. Jonathan Okita scoorde namens N.E.C.
- Op 4 juli werd bekend dat Rens van Eijden zijn kruisband heeft gescheurd en er minstens zes maanden uit ligt.
- Op 10 juli verloor N.E.C. het oefenduel met amateurclub AFC met 2-1. Jonathan Okita scoorde namens N.E.C.
- Op 13 juli stond het oefenduel met TOP Oss op het programma, maar dat werd door N.E.C. afgelast vanwege een hoog aantal (kleine) blessures.
- Op 17 juli won N.E.C. met 3-0 van Eredivisionist RKC Waalwijk, door doelpunten van Dirk Proper, Ole Romeny en Elayis Tavşan.
- Op 19 juli maakte N.E.C. bekend dat Iván Márquez een contract voor twee seizoenen had getekend bij N.E.C.
- Op 20 juli maakte N.E.C. bekend dat het Rodrigo Guth voor een jaar zou huren van Atalanta Bergamo.
- Op 24 juli won N.E.C. een oefenduel met Heracles Almelo met 1-0 door een doelpunt van Jordy Bruijn.
- Op 30 juli won N.E.C. een oefenduel met OFI Kreta met 2-0 door goals van Jordy Bruijn en Iván Márquez.

#### Augustus
- Op 3 augustus werd bekend dat N.E.C. Thibo Baeten voor een jaar verhuurde aan Torino.
- Op 4 augustus werd bekend dat N.E.C. Ali Akman voor een jaar huurde van Eintracht Frankfurt.
- Op 7 augustus rondde N.E.C. de voorbereiding af met een gelijkspel tegen Borussia Mönchengladbach onder 23. Bart van Rooij scoorde namens N.E.C.
- Op 14 augustus begon N.E.C. het seizoen met een 5-0 nederlaag in Amsterdam tegen Ajax. Dušan Tadić (2x), Noussair Mazraoui, Sébastien Haller en Bart van Rooij (eigen goal) maakten de doelpunten.
- Op 20 augustus won N.E.C. de eerste thuiswedstrijd met 2-0 van PEC Zwolle. Basisdebutant Ali Akman en play-offheld Jonathan Okita waren goed voor de doelpunten. PEC-verdediger Sam Kersten kreeg rood.
- Op 26 augustus maakte Olympique Marseille bekend dat het Pedro Ruiz had overgenomen van Real Madrid Castilla en meteen voor twee jaar verhuurde aan N.E.C.
- Op 29 augustus won N.E.C. met 1-0 van Heracles Almelo door een goal van Ali Akman. Jordy Bruijn miste een penalty en Heracles-spits Sinan Bakış pakte een rode kaart.
- Op 30 augustus maakte N.E.C. bekend dat het Calvin Verdonk voor één seizoen werd gehuurd van FC Famalicão. Ook werd Kevin Bukusu voor een jaar verhuurd aan Helmond Sport.

#### September
- Op 2 september won N.E.C. een oefenduel tegen De Graafschap met 2-0 door goals van Magnus Mattsson en Ole Romeny.
- Op 12 september speelde N.E.C. met 0-0 gelijk tegen Willem II. Tilburgse doelman Jorn Brondeel kreeg al na achttien minuten rood.
- Op 17 september speelde N.E.C. met 1-1 gelijk tegen Sparta Rotterdam. Jonathan Okita en Sven Mijnans maakten de doelpunten.
- Op 22 september verloor N.E.C. met 0-3 van FC Utrecht, door twee goals van Bart Ramselaar en een van Anastasios Douvikas.
- Op 25 september verloor N.E.C. met 5-3 van Feyenoord. Guus Til (2x), Luis Sinisterra, Orkun Kökcü en Cyriel Dessers scoorden namens Feyenoord, Magnus Mattsson, Cas Odenthal en Calvin Verdonk namens N.E.C.

#### Oktober
- Op 2 oktober won N.E.C. met 1-3 van Fortuna Sittard, door goals van Jonathan Okita, Elayis Tavşan en Jordy Bruijn. Mats Seuntjens scoorde namens Fortuna.
- Op 17 oktober verloor N.E.C. de Gelderse derby met 0-1 van Vitesse door een discutabele goal van Nikolai Baden Frederiksen. Na de wedstrijd stortte het deel van het uitvak in.
- Op 23 oktober won N.E.C. met 1-2 van FC Twente, door goals van Elayis Tavşan en Javier Vet. Virgil Misidjan scoorde namens Twente.
- Op 27 oktober won N.E.C. met 0-3 van VV Capelle voor de KNVB Beker. Elayis Tavşan (2x) en Ole Romeny scoorden voor N.E.C.
- Op 31 oktober won N.E.C. met 3-0 van FC Groningen, door goals van Ali Akman, Elayis Tavşan en Jonathan Okita.

#### November
- Op 6 november speelde N.E.C. met 1-1 gelijk tegen sc Heerenveen, door doelpunten van Ali Akman en Joey Veerman.
- Op 20 november speelde N.E.C. met 1-1 gelijk tegen AZ, door doelpunten van Jordy Bruijn en Zakaria Aboukhlal.
- Op 26 november verloor N.E.C met 2-3 van SC Cambuur. Ali Akman en Edgar Barreto scoorden namens N.E.C., Jamie Jacobs, Roberts Uldriķis en Alex Bangura namens Cambuur.

#### December
- Op 5 december verloor N.E.C. met 2-1 van RKC Waalwijk, door goals van Roy Kuijpers en Jens Odgaard. N.E.C. kwam op voorsprong via Jordy Bruijn.
- Op 12 december verloor N.E.C. met 2-1 van PSV, door goals van Yorbe Vertessen en Carlos Vinícius. N.E.C. kwam op voorsprong via Magnus Mattsson.
- Op 16 december won N.E.C. voor de derde ronde van de KNVB Beker met 1-2 van SC Cambuur, door goals van Ole Romeny en Dirk Proper. Cambuur scoorde via Sam Hendriks.
- Op 19 december won N.E.C. met 2-0 van Go Ahead Eagles, door goals van Elayis Tavşan en Jordy Bruijn.
- Op 22 december won N.E.C. met 1-0 van Willem II, door een goal van Magnus Mattsson. Ulrik Jenssen kreeg kort voor het einde een rode kaart.

#### Januari
- Op 14 januari werd bekend dat Thomas Beekman de rest van het seizoen werd verhuurd aan Helmond Sport.
- Op 15 januari speelde N.E.C. met 0-0 gelijk tegen Heracles Almelo.
- Op 19 januari won N.E.C. in de achtste finale van de KNVB Beker met 2-1 van FC Groningen. Calvin Verdonk en Mikkel Duelund scoorden namens N.E.C., Michael de Leeuw namens Groningen.
- Op 23 januari verloor N.E.C. met 1-4 van Feyenoord, door twee goals van Orkun Kökcü, en een van Guus Til en Alireza Jahanbakhsh. Namens N.E.C. scoorde Lasse Schöne en pakte Iván Márquez een rode kaart.
- Op 26 januari werd bekend dat Wilfried Bony, die al twee dagen meetrainde, een contract kreeg tot het einde van het seizoen.
- Op 27 januari maakte N.E.C. bekend dat jeugdexponent Ole Romeny, na de komst van Bony niet meer nodig, de overgang had gemaakt naar FC Emmen.

#### Februari
- Op 5 februari speelde N.E.C. met 1-1 gelijk tegen PEC Zwolle, door goals van Jordy Bruijn en Daishawn Redan. Siemen Voet van PEC pakte nog rood.
- Op 10 februari verloor N.E.C. in de kwartfinale van de beker met 0-2 van Go Ahead Eagles, door goals van Luuk Brouwers en Giannis Fivos Botos.
- Op 13 februari won N.E.C. met 0-1 van sc Heerenveen door een doelpunt van Elayis Tavşan.
- Op 19 februari speelde N.E.C. met 1-1 gelijk tegen RKC Waalwijk. Richard van der Venne en Jonathan Okita scoorden.
- Op 27 februari verloor N.E.C. met 4-1 van Vitesse. N.E.C. kwam op voorsprong via Mikkel Duelund, maar Vitesse won dankzij goals van Dominik Oroz (2x), Danilho Doekhi en Thomas Buitink.

#### Maart
- Op 6 maart verloor N.E.C. met 1-3 van AZ, door goals van Jesper Karlsson (2x) en Håkon Evjen. Rodrigo Guth scoorde namens N.E.C.
- Op 12 maart verloor N.E.C. met 4-3 van FC Groningen. Ali Akman, Lasse Schöne en Magnus Mattsson scoorden namens N.E.C., Romano Postema (2x), Michael de Leeuw en Jørgen Strand Larsen namens Groningen. Souffian El Karouani ontving na 17 minuten een rode kaart van scheidschter Sander van der Eijk.
- Op 19 maart speelde N.E.C. met 0-0 gelijk tegen Sparta Rotterdam.

#### April
- Op 3 april won N.E.C. met 2-1 van SC Cambuur, door doelpunten van Jonathan Okita en Javier Vet. Mitchel Paulissen scoorde namens Cambuur.
- Op 9 april verloor N.E.C. met 2-0 van FC Twente, door goals van Virgil Misidjan en Dimitris Limnios. Ali Akman pakte rood.
- Op 23 april verloor N.E.C. met 1-0 van AFC Ajax, door een goal in de 88ste minuut van Brian Brobbey.
- Op 29 april verloor N.E.C. met 1-0 van FC Utrecht, door een goal van Anastasios Douvikas.

#### Mei
- Op 8 mei won N.E.C. met 1-0 van Go Ahead Eagles door een doelpunt van Ibrahim Cissoko.
- Op 11 mei verloor N.E.C. met 3-2 van PSV. Zij kwamen op een 3-0 voorsprong door goals van Ritsu Doan, Érick Gutiérrez en Eran Zahavi. N.E.C. deed wat terug via Mikkel Duelund en Jonathan Okita.
- Op 15 mei verloor N.E.C. als nummer 8 met 0-1 van Fortuna Sittard door een goal van ex-N.E.C'er Zian Flemming. Hierdoor liep het deelname aan de play-offs om Europees voetbal mis en eindigde het als elfde.

## Selectie 2021/22
| Nr.                                                | Nat.                                         | Naam                 | Leeftijd | Duels N.E.C. | Duels N.E.C. | Hele carrière | Hele carrière | Contract tot | Seizoen bij NEC |         |         |         |         |
| Nr.                                                | Nat.                                         | Naam                 | Leeftijd | W            |              | W             |               | Contract tot | Seizoen bij NEC |         |         |         |         |
| Keepers                                            | Keepers                                      | Keepers              | Keepers  | Keepers      | Keepers      | Keepers       | Keepers       | Keepers      | Keepers         | Keepers | Keepers | Keepers | Keepers |
| -------------------------------------------------- | -------------------------------------------- | -------------------- | -------- | ------------ | ------------ | ------------- | ------------- | ------------ | --------------- | ------- | ------- | ------- | ------- |
| 1                                                  | Vlag van Nederland                           | Mattijs Branderhorst | 28 jaar  | 101          | 0            | 132           | 0             | 2023         | 4e              |         |         |         |         |
| 27                                                 | Vlag van Australië                           | Danny Vukovic        | 36 jaar  | 4            | 0            | 354           | 1             | 2023         | 1e              |         |         |         |         |
| 31                                                 | Vlag van Nederland                           | Robin Roefs          | 18 jaar  | 0            | 0            | 0             | 0             | 2024         | 1e              |         |         |         |         |
| Verdedigers                                        |                                              |                      |          |              |              |               |               |              |                 |         |         |         |         |
| 2                                                  | Vlag van Nederland                           | Ilias Bronkhorst     | 24 jaar  | 15           | 0            | 92            | 11            | 2023         | 1e              |         |         |         |         |
| 3                                                  | Vlag van Nederland                           | Rens van Eijden      | 33 jaar  | 283          | 14           | 319           | 15            | 2022         | 11e             |         |         |         |         |
| 4                                                  | Vlag van Spanje                              | Iván Márquez         | 27 jaar  | 34           | 0            | 210           | 5             | 2023         | 1e              |         |         |         |         |
| 5                                                  | Vlag van Brazilië                            | Rodrigo Guth         | 21 jaar  | 24           | 1            | 49            | 1             | 2022         | 1e              |         |         |         |         |
| 16                                                 | Vlag van Marokko · Vlag van Nederland        | Souffian El Karouani | 21 jaar  | 78           | 3            | 78            | 3             | 2023         | 3e              |         |         |         |         |
| 24                                                 | Vlag van Nederland                           | Calvin Verdonk       | 24 jaar  | 65           | 4            | 142           | 6             | 2022         | 2e              |         |         |         |         |
| 26                                                 | Vlag van Nederland                           | Cas Odenthal         | 21 jaar  | 72           | 3            | 72            | 3             | 2022         | 2e              |         |         |         |         |
| 28                                                 | Vlag van Nederland                           | Bart van Rooij       | 20 jaar  | 103          | 4            | 103           | 4             | 2023         | 4e              |         |         |         |         |
| Middenvelders                                      |                                              |                      |          |              |              |               |               |              |                 |         |         |         |         |
| 6                                                  | Vlag van Nederland                           | Jordy Bruijn         | 25 jaar  | 87           | 21           | 121           | 23            | 2023         | 3e              |         |         |         |         |
| 8                                                  | Vlag van Paraguay                            | Édgar Barreto        | 37 jaar  | 155          | 17           | 521           | 41            | 2022         | 6e              |         |         |         |         |
| 14                                                 | Vlag van Denemarken                          | Mikkel Duelund       | 24 jaar  | 25           | 3            | 170           | 32            | 2022         | 1e              |         |         |         |         |
| 15                                                 | Vlag van Nederland                           | Javier Vet           | 28 jaar  | 66           | 10           | 232           | 21            | 2022         | 2e              |         |         |         |         |
| 18                                                 | Vlag van België                              | Mathias De Wolf      | 19 jaar  | 16           | 0            | 16            | 0             | 2023         | 2e              |         |         |         |         |
| 20                                                 | Vlag van Denemarken                          | Lasse Schöne         | 35 jaar  | 160          | 35           | 553           | 118           | 2023         | 5e              |         |         |         |         |
| 71                                                 | Vlag van Nederland                           | Dirk Proper          | 19 jaar  | 65           | 2            | 65            | 2             | 2023         | 3e              |         |         |         |         |
| Aanvallers                                         |                                              |                      |          |              |              |               |               |              |                 |         |         |         |         |
| 7                                                  | Vlag van Nederland · Vlag van Turkije        | Elayis Tavşan        | 20 jaar  | 73           | 18           | 112           | 31            | 2023         | 2e              |         |         |         |         |
| 9                                                  | Vlag van Turkije                             | Ali Akman            | 19 jaar  | 32           | 6            | 77            | 20            | 2022         | 1e              |         |         |         |         |
| 10                                                 | Vlag van Congo-Kinshasa · Vlag van Duitsland | Jonathan Okita       | 25 jaar  | 136          | 36           | 197           | 55            | 2022         | 4e              |         |         |         |         |
| 11                                                 | Vlag van Denemarken                          | Magnus Mattsson      | 22 jaar  | 30           | 4            | 97            | 34            | 2024         | 1e              |         |         |         |         |
| 12                                                 | Vlag van Ivoorkust                           | Wilfried Bony        | 33 jaar  | 2            | 0            | 344           | 155           | 2022         | 1e              |         |         |         |         |
| 19                                                 | Vlag van Spanje                              | Pedro Ruiz           | 21 jaar  | 3            | 0            | 25            | 4             | 2023         | 1e              |         |         |         |         |
| 22                                                 | Vlag van Nederland                           | Joep van der Sluijs  | 20 jaar  | 21           | 2            | 21            | 2             | 2023         | 2e              |         |         |         |         |
| 32                                                 | Vlag van Nederland                           | Ibrahim Cissoko      | 19 jaar  | 4            | 1            | 4             | 1             | 2022         | 1e              |         |         |         |         |
| * Tabel voor het laatst bijgewerkt op 15 mei 2022. |                                              |                      |          |              |              |               |               |              |                 |         |         |         |         |

### Legenda
| # | Reden                                          |
| - | ---------------------------------------------- |
|   | Heeft de club in het lopende seizoen verlaten. |
|   | Heeft de club op huurbasis verlaten.           |

## Transfers

### Aangetrokken
| Nat.                | Nr. | Naam             | Van                 | Type         | Contract tot | Transfersom | Periode |
| ------------------- | --- | ---------------- | ------------------- | ------------ | ------------ | ----------- | ------- |
| Vlag van Nederland  | 17  | Ole Romeny       | Willem II           | Einde huur   | 2022         | n.v.t.      | Zomer   |
| Vlag van Nederland  | 2   | Ilias Bronkhorst | Telstar             | Transfer     | 2023         | n.n.b.      | Zomer   |
| Vlag van Denemarken | 20  | Lasse Schöne     | sc Heerenveen       | Transfervrij | 2023         | n.v.t.      | Zomer   |
| Vlag van Australië  | 27  | Danny Vukovic    | KRC Genk            | Transfervrij | 2023         | n.v.t.      | Zomer   |
| Vlag van Denemarken | 14  | Mikkel Duelund   | Dynamo Kiev         | Huur         | 2022         | n.v.t.      | Zomer   |
| Vlag van Denemarken | 11  | Magnus Mattsson  | Silkeborg IF        | Transfer     | 2024         | n.n.b.      | Zomer   |
| Vlag van Spanje     | 4   | Iván Márquez     | Cracovia Kraków     | Transfervrij | 2023         | n.v.t.      | Zomer   |
| Vlag van Brazilië   | 5   | Rodrigo Guth     | Atalanta Bergamo    | Huur         | 2022         | n.v.t.      | Zomer   |
| Vlag van Turkije    | 9   | Ali Akman        | Eintracht Frankfurt | Huur         | 2022         | n.v.t.      | Zomer   |
| Vlag van Spanje     | 19  | Pedro Ruiz       | Olympique Marseille | Huur         | 2023         | n.v.t.      | Zomer   |
| Vlag van Nederland  | 24  | Calvin Verdonk   | FC Famalicão        | Huur         | 2022         | n.v.t.      | Zomer   |
| Vlag van Ivoorkust  | 12  | Wilfried Bony    | Clubloos            | Transfervrij | 2022         | n.v.t.      | Winter  |

### Vertrokken
| Nat.                                 | Nr. | Naam                 | Wedst | Goals | Naar            | Type           | Transfersom | Periode |
| ------------------------------------ | --- | -------------------- | ----- | ----- | --------------- | -------------- | ----------- | ------- |
| Vlag van Nederland                   | 11  | Ayman Sellouf        | 26    | 3     | Jong FC Utrecht | Einde contract | n.v.t.      | Zomer   |
| Vlag van Nederland                   | 22  | Norbert Alblas       | 28    | 0     | TOP Oss         | Einde contract | n.v.t.      | Zomer   |
| Vlag van Nederland                   | 23  | Anton Fase           | 11    | 0     | Botev Vratsa    | Einde contract | n.v.t.      | Zomer   |
| Vlag van Nederland                   | 32  | Rangelo Janga        | 41    | 12    | FK Astana       | Einde huur     | n.v.t.      | Zomer   |
| Vlag van Nederland                   | 31  | Job Schuurman        | 2     | 0     | Go Ahead Eagles | Einde contract | n.v.t.      | Zomer   |
| Vlag van Slovenië                    | 9   | Etien Velikonja      | 17    | 2     | ND Gorica       | Einde contract | n.v.t.      | Zomer   |
| Vlag van Nederland                   | 34  | Terry Lartey Sanniez | 49    | 1     | NK Celje        | Einde contract | n.v.t.      | Zomer   |
| Vlag van Nederland                   | 77  | Terell Ondaan        | 19    | 4     | Grenoble Foot   | Einde huur     | n.v.t.      | Zomer   |
| Vlag van België                      | 19  | Thibo Baeten         | 10    | 1     | Torino          | Verhuurd       | n.v.t.      | Zomer   |
| Vlag van Angola · Vlag van Duitsland | 70  | Kevin Bukusu         | 19    | 0     | Helmond Sport   | Verhuurd       | n.v.t.      | Zomer   |
| Vlag van Nederland                   | 23  | Thomas Beekman       | 34    | 4     | Helmond Sport   | Verhuurd       | n.v.t.      | Winter  |
| Vlag van Nederland                   | 17  | Ole Romeny           | 88    | 12    | FC Emmen        | Transfer       | n.n.b.      | Winter  |

## Technische staf
| Naam                                                                            | Functie                      |
| ------------------------------------------------------------------------------- | ---------------------------- |
| Rogier Meijer                                                                   | Hoofdtrainer                 |
| Ron de Groot                                                                    | Assistent-trainer            |
| Stefan Maletić                                                                  | Assistent-trainer            |
| Remko Bicentini                                                                 | Assistent-trainer / stagiair |
| Marco van Duin                                                                  | Keeperstrainer               |
| Muslu Nalbantoğlu                                                               | Teammanager                  |
| Sjoerd-Jan de Vries (tot 31 december 2021) Jeroen Mooren (vanaf 1 januari 2022) | Clubarts                     |
| Han Tijshen                                                                     | Hoofd medische zaken         |
| Rob van Hunnik                                                                  | Fysiotherapeut               |
| Robin Huntjens                                                                  | Performance Analyst          |
| Dave Kelders                                                                    | Materiaalman                 |

## Oefenwedstrijden
| Datum            | Tijdstip | Thuis            | Uitslag | Uit                               | Doelpuntenmakers | Bijzonderheden                                                                                     | Locatie                           | Opstelling N.E.C. |
| ---------------- | -------- | ---------------- | ------- | --------------------------------- | --- | -------------------------------------------------------------------------------------------------- | --------------------------------- | --- |
| 1 juli 2021      | 19:30    | Sportclub N.E.C. | 1 – 13  | N.E.C.                            | 12' Mattsson 0-1, 22' Baeten 0-2, 28' Baeten 0-3, 33' Duelund 0-4, 37' Baeten 0-5, 46' Wijnhoven 1-5, 54' Duelund 1-6, 58' Baeten 1-7, 61' El Karouani 1-8, 63' Baeten 1-9, 64' Baeten 1-10, 78' Romeny 1-11, 80' Bukusu 1-12, 84' Tavşan 1-13 | Bronkhorst, Schöne, Duelund en Mattsson maakten hun debuut. 46' Wijnhoven (SC N.E.C.) mist penalty | MSC De Eendracht, Nijmegen        | Roefs; Bronkhorst (36' Van der Sluijs), Barreto (64' Bukusu), Bukusu (36' Vet), El Karouani (64' Bronkhorst); Schöne (64' Proper), Duelund (64' Tavsan), Proper (36' Beekman); Tavsan (36' Okita), Baeten (64' Mattsson), Mattsson (36' Romeny). |
| 3 juli 2021      | 14:00    | AZ               | 4 – 1   | N.E.C.                            | 27' Boadu 1-0, 36' Okita 1-1, 60' Aboukhlal 2-1, 77' Beukema 3-1, 84' Beukema 4-1 | Vukovic maakte zijn debuut                                                                         | Sportpark Dirkshorn, Dirkshorn    | Vukovic (13' Branderhorst); Bronkhorst (71' Proper), Vet, Bukusu (63' Gertsen), El Karouani; Schöne (46' Van der Sluijs), Duelund (46' Beekman), Proper (46' Bruijn); Okita (81' Duelund), Baeten (46' Romeny), Mattsson (46' Tavsan).           |
| 10 juli 2021     | 14:00    | AFC              | 2 – 1   | N.E.C.                            | 19' Ignacio 1-0, 30' Jesse 2-0, 70' Okita 2-1 | | Sportpark Goed Genoeg, Amsterdam  | Branderhorst; Van Rooij (46' Bronkhorst), Barreto (58' Gertsen), Bukusu (46' Duelund), Van der Sluijs (46' El Karouani); Vet, Schöne (58' Proper), Bruijn (58' Van der Sluijs; Tavsan (46' Okita), Romeny (46' Baeten), Mattsson.                |
| 17 juli 2021     | 14:00    | N.E.C.           | 3 – 0   | RKC Waalwijk                      | 44' Proper 1-0, 50' Romeny 2-0, 80' Tavsan 3-0 | | Sportpark De Kamp, Weurt          | Vukovic; Van Rooij, Barreto, Odenthal (46' Bronkhorst), El Karouani; Proper, Schöne (75' Bruijn), Vet; Tavsan, Romeny (60' Baeten), Bruijn (60' Van der Sluijs.                                                                                  |
| 24 juli 2021     | 13:00    | Heracles Almelo  | 0 – 1   | N.E.C.                            | 26' Bruijn 0-1 | Guth en Marquez maakten hun debuut voor N.E.C.                                                     | Erve Asito, Almelo                | Branderhorst, Van Rooij, Márquez (75' Guth), Odenthal (75' Bukusu), El Karouani (63' Bronkhorst); Proper (63' Vet), Schöne (46' Barreto), Duelund (75' Beekman); Okita (46' Mattsson), Romeny (75' Baeten), Bruijn (75' Van der Sluijs).         |
| 30 juli 2021     | 13:00    | N.E.C.           | 2 – 0   | OFI Kreta                         | 11' Bruijn 1-0, 52' Márquez 2-0 | | Goffertstadion, Nijmegen          | Branderhorst, Van Rooij, Márquez (76' Guth), Odenthal (81' Bukusu), El Karouani; Proper, Schöne (65' Vet), Duelund (76' Van der Sluijs); Okita, Bruijn (81' Romeny), Mattson (65' Barreto).                                                      |
| 7 augustus 2021  | 14:00    | N.E.C.           | 1 – 1   | Borussia Mönchengladbach onder 23 | 16' Gaal 0-1, 87'Van Rooij 1-1 | | Goffertstadion, Nijmegen          | Vukovic; Van Rooij, Márquez (65' Guth), Odenthal, El Karouani (65' Bronkhorst); Proper, Schöne (65' Vet), Duelund; Okita, Bruijn (74' Romeny), Mattsson (65' Barreto).                                                                           |
| 2 september 2021 | 13:00    | De Graafschap    | 0 – 2   | N.E.C.                            | 25' Mattsson 0-1, 40' Romeny 0-2 | | Stadion De Vijverberg, Doetinchem | Branderhorst (46' Dieker); Bronkhorst (46' Van Rooij), Guth, Odenthal, Verdonk (62' Gertsen); Vet, Beekman (75' Rossen), Van der Sluijs (75' Ebbers); Tavsan, Romeny, Mattsson.                                                                  |
| 11 november 2021 | 13:00    | Feyenoord        | 4 – 3   | N.E.C.                            | 30’ Vet 0-1, 60’ Dessers 1-1, 63’ Dessers 2-1, 65' Ruiz 2-2, 71’ Dessers 3-2, 79’ Dessers 4-2, 85’ Bruijn 4-3 | | Stadion De Kuip, Rotterdam        | Dieker; Van Rooij, Guth, Odenthal, Verdonk; Vet, Beekman, Beekman, Proper; Mattsson, Ruiz, Romeny. |
| 27 januari 2022  | 13:00    | N.E.C.           | 1 – 2   | Fortuna Sittard                   | 30' Guth 1-0, 35' Musaba 1-1, 67' Rienstra 1-2 | | Goffertstadion, Nijmegen          | Roefs; Van Rooij (61. Verdonk), Guth, Odenthal, Bronkhorst (76. Gertsen); Proper, Bruijn, Duelund; Tavsan, Akman (68. Rossen), Mattsson. |

## Eredivisie 2021/22

### Wedstrijdverslagen
| | |               | | |
| Speelronde 1 14 augustus 2021, 20:00 uur | Ajax | 5 – 0 (5 – 0) | N.E.C. | : Lasse Schöne |
| Johan Cruijff ArenA, Amsterdam Toeschouwers: 32.275 Scheidsrechter: Bas Nijhuis                                                                             | Sébastien Haller 6' Noussair Mazraoui 10' Bart van Rooij 14' Dušan Tadić 20' Dušan Tadić 39'                                                                               |               | | Basisopstelling NEC: Mattijs Branderhorst; Bart van Rooij, Iván Márquez, Cas Odenthal, Souffian El Karouani; Lasse Schöne 80' ( Javier Vet), Mikkel Duelund, Dirk Proper; Jonathan Okita 80' ( Ilias Bronkhorst), Jordy Bruijn 66' ( Ali Akman), Magnus Mattsson 25' ( Edgar Barreto). Reservebank: Danny Vukovic, Robin Roefs, Kevin Bukusu, Rodrigo Guth, Joep van der Sluijs, Ole Romeny, Elayis Tavşan, Thomas Beekman                |
| Afwezig: Rens van Eijden , Mathias De Wolf | |               | | |
| | |               | | |
| Speelronde 2 20 augustus 2021, 20:00 uur | N.E.C. | 2 – 0 ( – )   | PEC Zwolle | : Lasse Schöne |
| Goffertstadion, Nijmegen Toeschouwers: 8.500 Scheidsrechter: Sander van der Eijk                                                                            | Ali Akman 4' Mikkel Duelund 18' Jonathan Okita 36' Jonathan Okita 42' Bart van Rooij 54' Souffian El Karouani 73'                                                          |               | 53' Pelle Clement 82' Eliano Reijnders 85' Thomas van den Belt 88' Sam Kersten                                 | Basisopstelling NEC: Mattijs Branderhorst; Bart van Rooij, Iván Márquez, Cas Odenthal, Souffian El Karouani; Lasse Schöne, Mikkel Duelund 70' ( Edgar Barreto), Dirk Proper; Jonathan Okita 81' ( Elayis Tavşan), Ali Akman 80' ( Ole Romeny), Jordy Bruijn 63' ( Magnus Mattsson). Reservebank: Danny Vukovic, Robin Roefs, Kevin Bukusu, Rodrigo Guth, Joep van der Sluijs, Javier Vet, Ilias Bronkhorst, Thomas Beekman                |
| Afwezig: Rens van Eijden , Mathias De Wolf | |               | | |
| | |               | | |
| Speelronde 3 29 augustus 2021, 14:30 uur | Heracles Almelo | 0 – 1 (0 – 1) | N.E.C. | : Lasse Schöne |
| Erve Asito, Almelo Toeschouwers: 8.053 Scheidsrechter: Jochem Kamphuis                                                                                      | Sinan Bakış 27' Sinan Bakış 41' Luca de la Torre 76' Noah Fadiga 77' Janis Blaswich 77' Mats Knoester 87'                                                                  |               | 41' Iván Márquez 51' Ali Akman 77' Jordy Bruijn 90+1' Jonathan Okita                                           | Basisopstelling NEC: Mattijs Branderhorst; Bart van Rooij, Iván Márquez, Cas Odenthal, Souffian El Karouani; Lasse Schöne 80' ( Javier Vet), Mikkel Duelund 90' ( Ilias Bronkhorst), Dirk Proper; Jonathan Okita, Ali Akman 71' ( Ole Romeny), Jordy Bruijn 79' ( Elayis Tavşan). Reservebank: Danny Vukovic, Robin Roefs, Kevin Bukusu, Rodrigo Guth, Joep van der Sluijs, Magnus Mattsson, Thomas Beekman                               |
| Afwezig: Rens van Eijden , Mathias De Wolf , Pedro Ruiz (niet fit)                                                                                          | |               | | |
| | |               | | |
| Speelronde 4 12 september 2021, 12:15 uur | N.E.C. | 0 – 0 ( – )   | Willem II | : Lasse Schöne |
| Goffertstadion, Nijmegen Toeschouwers: 8.333 Scheidsrechter: Pol van Boekel                                                                                 | Elayis Tavşan 71' |               | 15' Jorn Brondeel 59' Ulrik Jenssen 64' Pol Llonch                                                             | Basisopstelling NEC: Mattijs Branderhorst; Bart van Rooij, Iván Márquez, Cas Odenthal, Souffian El Karouani; Lasse Schöne Mikkel Duelund 61' ( Magnus Mattsson), Dirk Proper 79' ( Thomas Beekman); Jonathan Okita, Ali Akman 79' ( Ole Romeny), Jordy Bruijn 60' ( Elayis Tavşan). Reservebank: Danny Vukovic, Robin Roefs, Ilias Bronkhorst, Rodrigo Guth, Calvin Verdonk, Joep van der Sluijs, Javier Vet, Edgar Barreto               |
| Afwezig: Rens van Eijden , Mathias De Wolf , Pedro Ruiz (niet fit)                                                                                          | |               | | |
| | |               | | |
| Speelronde 5 17 september 2021, 20:00 uur | Sparta Rotterdam | 1 – 1 (1 – 1) | N.E.C. | : Lasse Schöne |
| Het Kasteel, Rotterdam Toeschouwers: 7.041 Scheidsrechter: Edwin van de Graaf                                                                               | Sven Mijnans 44' Adil Auassar 62' Dirk Abels 73' |               | 28' Jonathan Okita 36' Ali Akman 79' Edgar Barreto 85' Lasse Schöne                                            | Basisopstelling NEC: Mattijs Branderhorst; Bart van Rooij, Iván Márquez, Cas Odenthal, Souffian El Karouani; Lasse Schöne Mikkel Duelund 76' ( Edgar Barreto), Dirk Proper; Jonathan Okita, Ali Akman 70' ( Elayis Tavşan), Jordy Bruijn 60' ( Magnus Mattsson). Reservebank: Danny Vukovic, Robin Roefs, Ilias Bronkhorst, Rodrigo Guth, Calvin Verdonk, Joep van der Sluijs, Thomas Beekman, Javier Vet, Ole Romeny                     |
| Afwezig: Rens van Eijden , Mathias De Wolf , Pedro Ruiz (niet fit)                                                                                          | |               | | |
| | |               | | |
| Speelronde 6 22 september 2021, 18:45 uur | N.E.C. | 0 – 3 (0 – 1) | FC Utrecht | : Edgar Barreto |
| Goffertstadion, Nijmegen Toeschouwers: 8.333 Scheidsrechter: Marc Nagtegaal                                                                                 | |               | 7' Bart Ramselaar 66' Mark van der Maarel 66' Anastasios Douvikas 79' Bart Ramselaar                           | Basisopstelling NEC: Mattijs Branderhorst; Bart van Rooij, Iván Márquez, Cas Odenthal, Souffian El Karouani; Lasse Schöne 73' ( Jordy Bruijn) Mikkel Duelund 48' ( Magnus Mattsson), Edgar Barreto; Elayis Tavşan 74' ( Javier Vet), Ali Akman 81' ( Ole Romeny), Jonathan Okita. Reservebank: Danny Vukovic, Robin Roefs, Ilias Bronkhorst, Rodrigo Guth, Calvin Verdonk, Joep van der Sluijs, Thomas Beekman.                           |
| Afwezig: Rens van Eijden , Mathias De Wolf , Dirk Proper , Pedro Ruiz (niet fit)                                                                            | |               | | |
| | |               | | |
| Speelronde 7 25 augustus 2021, 21:00 uur | Feyenoord | 5 – 3 (2 – 2) | N.E.C. | : Edgar Barreto |
| De Kuip, Rotterdam Toeschouwers: 45.495 Scheidsrechter: Joey Kooij                                                                                          | Orkun Kökcü 14' Luis Sinisterra 17' Orkun Kökcü 55' Guus Til 80' Guus Til 89' Lutsharel Geertruida 90' Cyriel Dessers 90+1'                                                |               | 13' Mattijs Branderhorst 32' Magnus Mattsson 44' Cas Odenthal 75' Calvin Verdonk 79' Iván Márquez              | Basisopstelling NEC: Mattijs Branderhorst; Bart van Rooij, Edgar Barreto 85' ( Rodrigo Guth), Cas Odenthal, Iván Márquez, Souffian El Karouani; Lasse Schöne, Magnus Mattsson 74' ( Calvin Verdonk), Jordy Bruijn 68' ( Javier Vet); Elayis Tavşan 68' ( Ole Romeny), Jonathan Okita 85' ( Ilias Bronkhorst). Reservebank: Danny Vukovic, Robin Roefs, Dirk Proper, Joep van der Sluijs, Thomas Beekman, Ali Akman.                       |
| Afwezig: Rens van Eijden , Mathias De Wolf , Mikkel Duelund ,Pedro Ruiz (niet fit)                                                                          | |               | | |
| | |               | | |
| Speelronde 8 2 oktober 2021, 21:00 uur | Fortuna Sittard | 1 – 3 (1 – 2) | N.E.C. | : Edgar Barreto |
| Fortuna Sittard Stadion, Sittard Toeschouwers: 7.011 Scheidsrechter: Jeroen Manschot                                                                        | Mats Seuntjes 34' Tesfaldet Tekie 37' Ryan Johansson 85' |               | 21' Jonathan Okita 26' Elayis Tavşan 41' Cas Odenthal 45+1' Jordy Bruijn 52' Jordy Bruijn                      | Basisopstelling NEC: Mattijs Branderhorst; Bart van Rooij, Edgar Barreto, Cas Odenthal, Iván Márquez, Souffian El Karouani; Lasse Schöne, Magnus Mattsson, Jordy Bruijn 90' ( Javier Vet); Elayis Tavşan 87' ( Ali Akman), Jonathan Okita. Reservebank: Danny Vukovic, Robin Roefs, Rodrigo Guth, Calvin Verdonk, Ilias Bronkhorst, Joep van der Sluijs, Thomas Beekman, Ole Romeny, Pedro Ruiz.                                          |
| Afwezig: Rens van Eijden , Mathias De Wolf , Mikkel Duelund ,Dirk Proper                                                                                    | |               | | |
| | |               | | |
| Speelronde 9 17 oktober 2021, 14:30 uur | N.E.C. | 0 – 1 (0 – 1) | Vitesse | : Edgar Barreto |
| Goffertstadion, Nijmegen Toeschouwers: 12.500 Scheidsrechter: Allard Lindhout                                                                               | Iván Márquez 39' Bart van Rooij 44' Edgar Barreto 53' |               | 16' Nikolai Baden Frederiksen 58' Loïs Openda 59' Sondre Tronstad 66' Maximilian Wittek 68' Riechedly Bazoer   | Basisopstelling NEC: Mattijs Branderhorst; Bart van Rooij, Edgar Barreto 69' ( Ali Akman), Cas Odenthal, Iván Márquez, Souffian El Karouani 83' ( Calvin Verdonk); Lasse Schöne, Mikkel Duelund 60' ( Pedro Ruiz), Jordy Bruijn 84' ( Javier Vet); Elayis Tavşan, Jonathan Okita. Reservebank: Danny Vukovic, Robin Roefs, Rodrigo Guth, Ilias Bronkhorst, Dirk Proper, Joep van der Sluijs, Thomas Beekman, Ole Romeny.                  |
| Afwezig: Rens van Eijden , Mathias De Wolf , Magnus Mattsson ,                                                                                              | |               | | |
| | |               | | |
| Speelronde 10 23 oktober 2021, 20:00 uur | FC Twente | 1 – 2 (0 – 0) | N.E.C. | : |
| Grolsch Veste, Enschede Toeschouwers: 26.000 Scheidsrechter: Kevin Blom                                                                                     | Giovanni Troupée 39' Robin Pröpper 49' Virgil Misidjan 58' |               | 38' Jonathan Okita 50' Elayis Tavşan 51' Souffian El Karouani 76' Javier Vet 84' Javier Vet 90+3' Cas Odenthal | Basisopstelling NEC: Mattijs Branderhorst; Bart van Rooij, Cas Odenthal, Iván Márquez, Souffian El Karouani 68' ( Calvin Verdonk); Lasse Schöne, Edgar Barreto, Jordy Bruijn 75' ( Javier Vet); Elayis Tavşan, Ali Akman 75' ( Ole Romeny), Jonathan Okita. Reservebank: Danny Vukovic, Robin Roefs, Rodrigo Guth, Ilias Bronkhorst, Dirk Proper, Thomas Beekman,                                                                         |
| Afwezig: Rens van Eijden , Mathias De Wolf , Magnus Mattsson , Mikkel Duelund , Joep van der Sluijs , Pedro Ruiz .                                          | |               | | |
| | |               | | |
| Speelronde 11 31 oktober 2021, 14:30 uur | N.E.C. | 3 – 0 (1 – 0) | FC Groningen                                                                                                   | : Edgar Barreto |
| Goffertstadion, Nijmegen Toeschouwers: 0 Scheidsrechter: Ingmar Oostrom                                                                                     | Ali Akman 45+1' Elayis Tavşan 55' Jonathan Okita 90+1' |               | 70' Cyril Ngonge 81' Wessel Dammers                                                                            | Basisopstelling NEC: Mattijs Branderhorst; Bart van Rooij, Cas Odenthal, Iván Márquez, Souffian El Karouani; Lasse Schöne, Edgar Barreto, Jordy Bruijn 77' ( Javier Vet); Elayis Tavşan 83' ( Calvin Verdonk), Ali Akman 66' ( Magnus Mattsson), Jonathan Okita. Reservebank: Danny Vukovic, Robin Roefs, Rodrigo Guth, Ilias Bronkhorst, Dirk Proper, Thomas Beekman.                                                                    |
| Afwezig: Rens van Eijden , Mathias De Wolf , Mikkel Duelund , Joep van der Sluijs , Pedro Ruiz .                                                            | |               | | |
| | |               | | |
| Speelronde 12 6 november 2021, 18:45 uur | N.E.C. | 1 – 1 (0 – 0) | sc Heerenveen                                                                                                  | : Edgar Barreto |
| Goffertstadion, Nijmegen Toeschouwers: 0 Scheidsrechter: Bas Nijhuis                                                                                        | Ali Akman 53' |               | 72' Joey Veerman                                                                                               | Basisopstelling NEC: Mattijs Branderhorst; Bart van Rooij, Cas Odenthal, Iván Márquez, Souffian El Karouani; Lasse Schöne, Edgar Barreto 76' ( Dirk Proper), Jordy Bruijn 66' ( Javier Vet); Elayis Tavşan 66' ( Magnus Mattsson), Ali Akman 76' ( Pedro Ruiz), Jonathan Okita. Reservebank: Danny Vukovic, Robin Roefs, Rodrigo Guth, Ilias Bronkhorst, Calvin Verdonk, Thomas Beekman, Joep van der Sluijs, Ole Romeny.                 |
| Afwezig: Rens van Eijden , Mathias De Wolf , Mikkel Duelund ,                                                                                               | |               | | |
| | |               | | |
| Speelronde 13 20 november 2021, 18:45 uur | AZ | 1 – 1 (0 – 1) | N.E.C. | : Edgar Barreto |
| AFAS Stadion, Alkmaar Toeschouwers: 0 Scheidsrechter: Jeroen Manschot                                                                                       | Bruno Martins Indi 85' Zakaria Aboukhlal 90+2' |               | 9' Jordy Bruijn                                                                                                | Basisopstelling NEC: Mattijs Branderhorst; Bart van Rooij, Cas Odenthal, Iván Márquez, Souffian El Karouani; Lasse Schöne, Edgar Barreto 72' ( Dirk Proper), Jordy Bruijn 72' ( Javier Vet); Jonathan Okita, Ali Akman 64' ( Pedro Ruiz), Magnus Mattsson 83' ( Calvin Verdonk). Reservebank: Danny Vukovic, Robin Roefs, Rodrigo Guth, Ilias Bronkhorst, Thomas Beekman, Ole Romeny.                                                     |
| Afwezig: Rens van Eijden , Mathias De Wolf , Mikkel Duelund , Joep van der Sluijs , Elayis Tavşan .                                                         | |               | | |
| | |               | | |
| Speelronde 14 26 november 2021, 20:00 uur | N.E.C. | 2 – 3 (2 – 1) | SC Cambuur | : Edgar Barreto |
| Goffertstadion, Nijmegen Toeschouwers: 0 Scheidsrechter: Rob Dieperink                                                                                      | Edgar Barreto 31' Ali Akman 36' Elayis Tavşan 45+1' Iván Márquez 55' Lasse Schöne 90+3'                                                                                    |               | 17' Jamie Jacobs 52' Roberts Uldriķis 66' Alex Bangura 74' Alex Bangura                                        | Basisopstelling NEC: Mattijs Branderhorst; Bart van Rooij, Cas Odenthal, Iván Márquez 87' ( Ilias Bronkhorst), Souffian El Karouani 74' ( Calvin Verdonk); Lasse Schöne, Edgar Barreto 85' ( Dirk Proper), Jordy Bruijn 74' ( Javier Vet); Elayis Tavşan, Ali Akman, Magnus Mattsson 85' ( Ole Romeny). Reservebank: Danny Vukovic, Robin Roefs, Rodrigo Guth, Thomas Beekman, Mikkel Duelund                                             |
| Afwezig: Rens van Eijden , Mathias De Wolf , Pedro Ruiz , Joep van der Sluijs , Jonathan Okita ,                                                            | |               | | |
| | |               | | |
| Speelronde 15 5 december 2021, 16:45 uur | RKC Waalwijk | 2 – 1 (1 – 1) | N.E.C. | : Lasse Schöne |
| Mandemakers Stadion, Waalwijk Toeschouwers: 0 Scheidsrechter: Dennis Higler                                                                                 | Jens Odgaard 28' Sebbe Augustijns 54' Shawn Adewoye 62' Ayman Azhil 90' Roy Kuijpers 90+3'                                                                                 |               | 16' Jordy Bruijn 47' Iván Márquez 65' Cas Odenthal 84' Calvin Verdonk                                          | Basisopstelling NEC: Mattijs Branderhorst; Bart van Rooij, Cas Odenthal, Iván Márquez 87' ( Ilias Bronkhorst), Souffian El Karouani 74' ( Calvin Verdonk); Lasse Schöne, Dirk Proper 76' ( Mikkel Duelund), Jordy Bruijn 64' ( Javier Vet); Elayis Tavşan 46' ( Calvin Verdonk), Ali Akman 46' ( Ole Romeny ), Magnus Mattsson 85' ( Ilias Bronkhorst). Reservebank: Danny Vukovic, Robin Roefs, Thomas Beekman,                          |
| Afwezig: Rens van Eijden , Mathias De Wolf , Pedro Ruiz , Joep van der Sluijs , Jonathan Okita , Rodrigo Guth , Edgar Barreto ,                             | |               | | |
| | |               | | |
| Speelronde 16 12 december 2021, 16:45 uur | N.E.C. | 1 – 2 (1 – 0) | PSV | : Lasse Schöne |
| Goffertstadion, Nijmegen Toeschouwers: 0 Scheidsrechter: Serdar Gözübüyük                                                                                   | Magnus Mattsson 8' Lasse Schöne 68' Dirk Proper 90+6' |               | 80' Yorbe Vertessen 90' Carlos Vinícius 90+2' Carlos Vinícius                                                  | Basisopstelling NEC: Mattijs Branderhorst; Bart van Rooij, Cas Odenthal, Rodrigo Guth, Calvin Verdonk, Souffian El Karouani 88' ( Ilias Bronkhorst); Lasse Schöne, Dirk Proper, Jordy Bruijn 75' ( Javier Vet); Elayis Tavşan 83' ( Mikkel Duelund), Magnus Mattsson 88' ( Ole Romeny). Reservebank: Danny Vukovic, Robin Roefs, Thomas Beekman,                                                                                          |
| Afwezig: Rens van Eijden , Mathias De Wolf , Pedro Ruiz , Joep van der Sluijs , Jonathan Okita , Edgar Barreto , Ali Akman (ziek), Iván Márquez (schorsing) | |               | | |
| | |               | | |
| Speelronde 17 19 december 2021, 14:30 uur | Go Ahead Eagles | 0 – 2 (0 – 2) | N.E.C. | : Lasse Schöne |
| De Adelaarshorst, Deventer Toeschouwers: 0 Scheidsrechter: Erwin Blank                                                                                      | Mats Deijl 79' |               | 29' Elayis Tavşan 37' Jordy Bruijn 40' Dirk Proper                                                             | Basisopstelling NEC: Mattijs Branderhorst; Bart van Rooij, Cas Odenthal, Iván Márquez, Rodrigo Guth, Souffian El Karouani 49' ( Calvin Verdonk); Lasse Schöne, Dirk Proper, Jordy Bruijn 75' ( Mikkel Duelund); Elayis Tavşan 85' ( Javier Vet), Magnus Mattsson 74' ( Ali Akman). Reservebank:Danny Vukovic, Robin Roefs, Thomas Beekman, Ilias Bronkhorst, Ole Romeny.                                                                  |
| Afwezig: Rens van Eijden , Mathias De Wolf , Pedro Ruiz , Joep van der Sluijs , Jonathan Okita , Edgar Barreto ,                                            | |               | | |
| | |               | | |
| Speelronde 18 22 december 2021, 21:00 uur | Willem II | 0 – 1 (0 – 1) | N.E.C. | : Lasse Schöne |
| Koning Willem II Stadion, Tilburg Toeschouwers: 0 Scheidsrechter: Danny Makkelie                                                                            | Ulrik Jenssen 88' |               | 38' Magnus Mattsson                                                                                            | Basisopstelling NEC: Mattijs Branderhorst; Bart van Rooij, Cas Odenthal, Iván Márquez, Rodrigo Guth, Calvin Verdonk; Lasse Schöne, Dirk Proper, Jordy Bruijn 75' ( Javier Vet); Elayis Tavşan, Magnus Mattsson 84' ( Mikkel Duelund). Reservebank: Danny Vukovic, Robin Roefs, Thomas Beekman, Ilias Bronkhorst, Ole Romeny, Ali Akman |
| Afwezig: Rens van Eijden , Mathias De Wolf , Pedro Ruiz , Joep van der Sluijs , Jonathan Okita , Edgar Barreto , Souffian El Karouani ,                     | |               | | |
| | |               | | |
| Speelronde 19 15 januari 2022, 18:45 uur | N.E.C. | 0 – 0 (0 – 0) | Heracles Almelo                                                                                                | : Lasse Schöne |
| Goffertstadion, Nijmegen Toeschouwers: 0 Scheidsrechter: Joey Kooij                                                                                         | Elayis Tavşan 45+1' |               | 81' Giacomo Quagliata 85' Mats Knoester                                                                        | Basisopstelling NEC: Mattijs Branderhorst; Bart van Rooij, Cas Odenthal, Iván Márquez, Rodrigo Guth, Calvin Verdonk; Lasse Schöne, Dirk Proper, Jordy Bruijn 20' ( Ali Akman); Elayis Tavşan, Magnus Mattsson. Reservebank: Danny Vukovic, Ilias Bronkhorst, Guus Gertsen, Nils Rossen, Javier Vet, Ole Romeny, Mikkel Duelund |
| Afwezig: Rens van Eijden , Mathias De Wolf , Pedro Ruiz , Joep van der Sluijs , Jonathan Okita , Edgar Barreto , Souffian El Karouani (Afrika Cup).         | |               | | |
| | |               | | |
| Speelronde 20 23 januari 2022, 12:15 uur | N.E.C. | 1 – 4 (1 – 1) | Feyenoord | : Lasse Schöne |
| Goffertstadion, Nijmegen Toeschouwers: 0 Scheidsrechter: Pol van Boekel                                                                                     | Lasse Schöne 17' Iván Márquez 87' |               | 32' Orkun Kökcü 53' Orkun Kökcü 64' Alireza Jahanbakhsh 90+1' Guus Til                                         | Basisopstelling NEC: Mattijs Branderhorst; Bart van Rooij, Cas Odenthal, Iván Márquez, Rodrigo Guth 75' ( Mikkel Duelund), Calvin Verdonk 84' ( Ilias Bronkhorst); Lasse Schöne, Dirk Proper 68' ( Jordy Bruijn); Elayis Tavşan, Ali Akman 68' ( Ole Romeny), Magnus Mattsson. Reservebank: Danny Vukovic, Ilias Bronkhorst, Guus Gertsen, Nils Rossen,                                                                                   |
| Afwezig: Rens van Eijden , Mathias De Wolf , Pedro Ruiz , Joep van der Sluijs , Jonathan Okita , Edgar Barreto , Souffian El Karouani (Afrika Cup).         | |               | | |
| | |               | | |
| Speelronde 21 5 februari 2022, 20:00 uur | PEC Zwolle | 1 – 1 (1 – 1) | N.E.C. | : Lasse Schöne |
| MAC³Park Stadion, Zwolle Toeschouwers: 4.500 Scheidsrechter: Jannick van der Laan                                                                           | Yuta Nakayama 8' Daishawn Redan 27' Siemen Voet 69' Sai van Wermeskerken 86'                                                                                               |               | '26 Jordy Bruijn '42 Javier Vet '72 Calvin Verdonk                                                             | Basisopstelling NEC: Mattijs Branderhorst; Bart van Rooij, Cas Odenthal, Rodrigo Guth, Calvin Verdonk 72' ( Edgar Barreto), Souffian El Karouani; Lasse Schöne, Jordy Bruijn 64' ( Jonathan Okita), Javier Vet; Elayis Tavşan, Magnus Mattsson 72' ( Ali Akman). Reservebank: Danny Vukovic, Robin Roefs, Ilias Bronkhorst, Nils Rossen, Mikkel Duelund                                                                                   |
| Afwezig: Rens van Eijden , Mathias De Wolf , Pedro Ruiz , Joep van der Sluijs , Iván Márquez (schorsing).                                                   | |               | | |
| | |               | | |
| Speelronde 22 13 februari 2022 , 14:30 uur | sc Heerenveen | 0 – 1 (0 – 1) | N.E.C. | : Edgar Barreto |
| Abe Lenstra Stadion, Heerenveen Toeschouwers: 8.321 Scheidsrechter: Richard Martens                                                                         | Thom Haye 53' Sydney van Hooijdonk 77' Ibrahim Drešević 82' |               | '8 Edgar Barreto '41 Elayis Tavşan '73 Bart van Rooij '90+7 Lasse Schöne                                       | Basisopstelling NEC: Mattijs Branderhorst; Bart van Rooij, Rodrigo Guth, Iván Márquez, Cas Odenthal, Souffian El Karouani 88' ( Calvin Verdonk); Lasse Schöne, Edgar Barreto 61' ( Dirk Proper); Elayis Tavşan, Magnus Mattsson 60' ( Javier Vet), Jonathan Okita 74' ( Mikkel Duelund). Reservebank: Danny Vukovic, Robin Roefs, Ilias Bronkhorst, Nils Rossen, Ali Akman                                                                |
| Afwezig: Rens van Eijden , Mathias De Wolf , Pedro Ruiz , Joep van der Sluijs , Jordy Bruijn , Wilfried Bony .                                              | |               | | |
| | |               | | |
| Speelronde 23 19 februari 2022, 16:30 uur | N.E.C. | 1 – 1 (0 – 1) | RKC Waalwijk                                                                                                   | : Edgar Barreto |
| Goffertstadion, Nijmegen Toeschouwers: 11.802 Scheidsrechter: Erwin Blank                                                                                   | Cas Odenthal 79' Jonathan Okita 88' Lasse Schöne 90+1' |               | '18 Richard van der Venne '71 Alexander Büttner '90+1 Ahmed Touba '90+2 Juriën Gaari                           | Basisopstelling NEC: Mattijs Branderhorst; Bart van Rooij, Rodrigo Guth 46' ( Ali Akman), Iván Márquez, Cas Odenthal, Souffian El Karouani 80' ( Calvin Verdonk); Lasse Schöne, Edgar Barreto 69' ( Dirk Proper); Elayis Tavşan, Magnus Mattsson 80' ( Javier Vet), Jonathan Okita. Reservebank: Danny Vukovic, Robin Roefs, Ilias Bronkhorst, Nils Rossen, Mikkel Duelund, Mathias De Wolf                                               |
| Afwezig: Rens van Eijden , Pedro Ruiz , Joep van der Sluijs , Jordy Bruijn , Wilfried Bony .                                                                | |               | | |
| | |               | | |
| Speelronde 24 27 februari, 12:15 uur | Vitesse | 4 – 1 (0 – 0) | N.E.C. | : Edgar Barreto |
| Gelredome, Arnhem Toeschouwers: 13.877 Scheidsrechter: Danny Makkelie                                                                                       | Danilho Doekhi 54' Dominik Oroz 56' Dominik Oroz 80' Dominik Oroz 81' Thomas Buitink 90+4' Thomas Buitink 90+5'                                                            |               | '49 Mikkel Duelund                                                                                             | Basisopstelling NEC: Mattijs Branderhorst; Bart van Rooij, Rodrigo Guth, Iván Márquez, Cas Odenthal 79' ( Ali Akman), Souffian El Karouani; Dirk Proper 72' ( Javier Vet), Edgar Barreto; Elayis Tavşan, Magnus Mattsson 45' ( Mikkel Duelund), Jonathan Okita. Reservebank: Danny Vukovic, Robin Roefs, Ilias Bronkhorst, Calvin Verdonk, Nils Rossen, Mathias De Wolf                                                                   |
| Afwezig: Rens van Eijden , Pedro Ruiz , Joep van der Sluijs , Jordy Bruijn , Wilfried Bony , Lasse Schöne (schorsing).                                      | |               | | |
| | |               | | |
| Speelronde 25 6 maart 2022, 16:45 uur | N.E.C. | 1 – 3 (1 – 1) | AZ | : Edgar Barreto |
| Goffertstadion, Nijmegen Toeschouwers: 12.000 Scheidsrechter: Bas Nijhuis                                                                                   | Rodrigo Guth 44' |               | '8 Zakaria Aboukhlal '42 Peter Vindahl '70 Jesper Karlsson '76 Håkon Evjen                                     | Basisopstelling NEC: Mattijs Branderhorst; Bart van Rooij, Rodrigo Guth, Cas Odenthal, Souffian El Karouani; Lasse Schöne, Mikkel Duelund 14' ( Calvin Verdonk), Edgar Barreto 70' ( Dirk Proper); Jonathan Okita, Ali Akman 83' ( Ilias Bronkhorst), Magnus Mattsson 83' ( Mathias De Wolf). Reservebank: Danny Vukovic, Robin Roefs, Nils Rossen, Joep van der Sluijs                                                                   |
| Afwezig: Rens van Eijden , Pedro Ruiz , Jordy Bruijn , Wilfried Bony , Javier Vet, Iván Márquez, Elayis Tavşan (allen ziek).                                | |               | | |
| | |               | | |
| Speelronde 26 12 maart 2022, 18:45 uur | FC Groningen | 4 – 3 (2 – 3) | N.E.C. | : Edgar Barreto |
| Euroborg, Groningen Toeschouwers: 20.600 Scheidsrechter: Sander van der Eijk                                                                                | Michael de Leeuw 2' Jørgen Strand Larsen 17' Jørgen Strand Larsen 22' Mohamed El Hankouri 60' Laros Duarte 75' Romano Postema 80' Daleho Irandust 87' Romano Postema 90+1' |               | '13 Ali Akman '17 Souffian El Karouani '29 Lasse Schöne '32 Magnus Mattsson                                    | Basisopstelling NEC: Mattijs Branderhorst; Bart van Rooij, Rodrigo Guth, Cas Odenthal, Calvin Verdonk; Lasse Schöne, Magnus Mattsson 88' ( Ilias Bronkhorst), Edgar Barreto; Jonathan Okita, Ali Akman 82' ( Iván Márquez), Souffian El Karouani. Reservebank: Danny Vukovic, Robin Roefs, Dirk Proper, Javier Vet, Mathias De Wolf, Elayis Tavşan, Wilfried Bony.                                                                        |
| Afwezig: Rens van Eijden , Pedro Ruiz , Jordy Bruijn , Mikkel Duelund .                                                                                     | |               | | |
| | |               | | |
| Speelronde 27 19 maart 2022, 21:00 uur | N.E.C. | 0 – 0 (0 – 0) | Sparta Rotterdam                                                                                               | : Lasse Schöne |
| Goffertstadion, Nijmegen Toeschouwers: 12.000 Scheidsrechter: Jochem Kamphuis                                                                               | Rodrigo Guth 51' |               | '19 Joeri de Kamps                                                                                             | Basisopstelling NEC: Mattijs Branderhorst; Bart van Rooij, Rodrigo Guth, Cas Odenthal, Souffian El Karouani; Lasse Schöne, Magnus Mattsson 76' ( Javier Vet), Dirk Proper; Jonathan Okita, Ali Akman 76' ( Wilfried Bony), Elayis Tavşan. Reservebank: Danny Vukovic, Robin Roefs, Ilias Bronkhorst, Calvin Verdonk, Iván Márquez, Mathias De Wolf, Jordy Bruijn, Joep van der Sluijs.                                                    |
| Afwezig: Rens van Eijden , Pedro Ruiz , Edgar Barreto , Mikkel Duelund .                                                                                    | |               | | |
| | |               | | |
| Speelronde 28 3 april 2022, 16:45 uur | SC Cambuur | 1 – 2 (1 – 1) | N.E.C. | : Lasse Schöne |
| Cambuurstadion, Leeuwarden Toeschouwers: 10.000 Scheidsrechter: Pol van Boekel                                                                              | Roberts Uldriķis 5' Mitchel Paulissen 11' |               | '3 Jonathan Okita '29 Ilias Bronkhorst '58 Jordy Bruijn '77 Javier Vet                                         | Basisopstelling NEC: Mattijs Branderhorst; Ilias Bronkhorst, Rodrigo Guth, Iván Márquez, Cas Odenthal, Souffian El Karouani 70' ( Calvin Verdonk); Lasse Schöne, Magnus Mattsson 70' ( Mikkel Duelund), Jordy Bruijn 63' ( Javier Vet); Jonathan Okita 89' ( Ali Akman), Elayis Tavşan. Reservebank: Danny Vukovic, Wilfried Bony |
| Bijzonderheden: Rens van Eijden , Pedro Ruiz , Edgar Barreto , Dirk Proper , Bart van Rooij (ziek).                                                         | |               | | |
| | |               | | |
| Speelronde 29 9 april 2022, 21:00 uur | N.E.C. | 0 – 2 (0 – 0) | FC Twente | : Lasse Schöne |
| Goffertstadion, Nijmegen Toeschouwers:12.390 Scheidsrechter: Dennis Higler                                                                                  | Iván Márquez 57' Ali Akman 58' |               | '65 Virgil Misidjan '75 Dimitris Limnios                                                                       | Basisopstelling NEC: Mattijs Branderhorst; Bart van Rooij, Rodrigo Guth, Iván Márquez, Souffian El Karouani 71' ( Calvin Verdonk); Lasse Schöne, Magnus Mattsson 80' ( Mikkel Duelund), Jordy Bruijn 72' ( Javier Vet); Jonathan Okita, Ali Akman, Elayis Tavşan 90+1' ( Mathias De Wolf). Reservebank: Danny Vukovic, Robin Roefs, Rens van Eijden, Cas Odenthal, Ilias Bronkhorst, Wilfried Bony                                        |
| Afwezig: Pedro Ruiz , Edgar Barreto . | |               | | |
| | |               | | |
| Speelronde 30 23 april 2022, 16:30 uur | N.E.C. | 0 – 1 (0 – 1) | Ajax | : Lasse Schöne |
| Goffertstadion, Nijmegen Toeschouwers: 12.390 Scheidsrechter: Jeroen Manschot                                                                               | Lasse Schöne 55' Rodrigo Guth 59' |               | '88 Brian Brobbey                                                                                              | Basisopstelling NEC: Mattijs Branderhorst; Bart van Rooij, Rodrigo Guth, Iván Márquez, Calvin Verdonk 71' ( Rens van Eijden), Souffian El Karouani; Lasse Schöne, Magnus Mattsson 51' ( Mikkel Duelund), Jordy Bruijn; Jonathan Okita 87' ( Javier Vet), Elayis Tavşan. Reservebank: Danny Vukovic, Robin Roefs, Ilias Bronkhorst, Mathias De Wolf, Dirk Proper.                                                                          |
| Afwezig: Pedro Ruiz , Edgar Barreto , Ali Akman (schorsing).                                                                                                | |               | | |
| | |               | | |
| Speelronde 31 29 april 2022, 20:00 uur | FC Utrecht | 1 – 0 (0 – 0) | N.E.C. | : Lasse Schöne |
| Stadion Galgenwaard, Utrecht Toeschouwers: 20.665 Scheidsrechter: Danny Makkelie                                                                            | Anastasios Douvikas 77' |               | '14 Mikkel Duelund '50 Jordy Bruijn '14 Dirk Proper                                                            | Basisopstelling NEC: Mattijs Branderhorst; Bart van Rooij, Rodrigo Guth, Iván Márquez, Calvin Verdonk, Souffian El Karouani 82' ( Ibrahim Cissoko); Lasse Schöne, Mikkel Duelund 66' ( Javier Vet), Jordy Bruijn 66' ( Dirk Proper); Jonathan Okita, Elayis Tavşan. Reservebank: Danny Vukovic, Robin Roefs, Ilias Bronkhorst, Rens van Eijden, Mathias De Wolf.                                                                          |
| Afwezig: Pedro Ruiz , Edgar Barreto , Magnus Mattsson , Ali Akman (schorsing).                                                                              | |               | | |
| | |               | | |
| Speelronde 32 8 mei 2022, 12:15 uur | N.E.C. | 1 – 0 (0 – 0) | Go Ahead Eagles                                                                                                | : Lasse Schöne |
| Goffertstadion, Nijmegen Toeschouwers: 12.900 Scheidsrechter: Ingmar Oostrom                                                                                | Souffian El Karouani 41' Jordy Bruijn 69' Ibrahim Cissoko 90+1' |               | '41 Mats Deijl '87 Luuk Brouwers                                                                               | Basisopstelling NEC: Mattijs Branderhorst; Bart van Rooij, Rodrigo Guth, Iván Márquez, Souffian El Karouani; Lasse Schöne, Jordy Bruijn 80' ( Mikkel Duelund), Dirk Proper 66' ( Javier Vet); Jonathan Okita, Ali Akman, Elayis Tavşan 80' ( Ibrahim Cissoko). Reservebank: Danny Vukovic, Robin Roefs, Ilias Bronkhorst, Rens van Eijden, Cas Odenthal, Calvin Verdonk, Mathias De Wolf, Joep van der Sluijs,                            |
| Afwezig:Pedro Ruiz , Edgar Barreto , Magnus Mattsson , | |               | | |
| | |               | | |
| Speelronde 33 11 mei 2022, 20:00 uur | PSV | 3 – 2 (2 – 0) | N.E.C. | : |
| Philips Stadion, Eindhoven Toeschouwers: 34.274 Scheidsrechter: Bas Nijhuis                                                                                 | Ritsu Doan 26' Érick Gutiérrez 36' Eran Zahavi 61' |               | '66 Mikkel Duelund '72 Jonathan Okita                                                                          | Basisopstelling NEC: Mattijs Branderhorst; Bart van Rooij, Rodrigo Guth, Iván Márquez, Souffian El Karouani; Lasse Schöne, Jordy Bruijn 55' ( Mikkel Duelund), Dirk Proper 55' ( Javier Vet); Jonathan Okita, Ali Akman 55' ( Ibrahim Cissoko), Elayis Tavşan 67' ( Ilias Bronkhorst). Reservebank: Danny Vukovic, Robin Roefs, Rens van Eijden, Cas Odenthal, Edgar Barreto, Mathias De Wolf, Joep van der Sluijs,                       |
| Afwezig: Pedro Ruiz , Calvin Verdonk , Magnus Mattsson , | |               | | |
| | |               | | |
| Speelronde 34 15 mei 2022, 14:30 uur | N.E.C. | 0 – 1 (0 – 1) | Fortuna Sittard                                                                                                | : Lasse Schöne |
| Goffertstadion, Nijmegen Toeschouwers: 12.390 Scheidsrechter: Dennis Higler                                                                                 | Lasse Schöne 29' |               | '13 Zian Flemming '35 Samy Baghdadi '72 Lisandro Semedo '90 Dimitris Siovas '90+1 Yanick van Osch              | Basisopstelling NEC: Mattijs Branderhorst; Bart van Rooij, Rodrigo Guth, Iván Márquez 87' ( Rens van Eijden), Souffian El Karouani; Lasse Schöne, Mikkel Duelund 60' ( Javier Vet), Jordy Bruijn 59' ( Ilias Bronkhorst); Jonathan Okita 87' ( Edgar Barreto), Ali Akman 59' ( Ibrahim Cissoko), Elayis Tavşan. Reservebank: Danny Vukovic, Robin Roefs, Cas Odenthal, Calvin Verdonk, Dirk Proper, Mathias De Wolf, Joep van der Sluijs, |
| Afwezig: Pedro Ruiz , Magnus Mattsson , | |               | | |

## KNVB Beker 2020/21

### Wedstrijdverslagen
| |                                                               |               |                                                                                      | |
| Eerste ronde 27 oktober 2021, 20:00 | VV Capelle                                                    | 0 – 3 (0 – 2) | N.E.C.                                                                               | : Iván Márquez |
| Sportpark ’t Slot, Capelle aan den IJssel Toeschouwers: 1.250 Scheidsrechter: Martijn Vos                                                        | Sander Fischer 70'                                            |               | '4 Elayis Tavşan '41 Elayis Tavşan '63 Ole Romeny                                    | Basisopstelling NEC: Danny Vukovic; Ilias Bronkhorst, Iván Márquez 58' ( Cas Odenthal), Rodrigo Guth, Calvin Verdonk; Javier Vet, Jordy Bruijn 66' ( Thomas Beekman), Dirk Proper; Elayis Tavşan, Ali Akman 58' ( Ole Romeny), Jonathan Okita 82' ( Souffian El Karouani). Reservebank: Mattijs Branderhorst, Robin Roefs, Bart van Rooij, Lasse Schöne, Edgar Barreto. |
| Afwezig: Rens van Eijden , Mathias De Wolf , Magnus Mattsson , Mikkel Duelund , Joep van der Sluijs , Pedro Ruiz .                               |                                                               |               |                                                                                      | |
| |                                                               |               |                                                                                      | |
| Tweede ronde 14 december 2021, 20:00 | SC Cambuur                                                    | 1 – 2 (0 – 2) | N.E.C.                                                                               | : Iván Márquez |
| Cambuurstadion, Leeuwarden Toeschouwers: 0 Scheidsrechter: Edwin van de Graaf                                                                    | Sam Hendriks 57' Alex Bangura 90'                             |               | '2 Ole Romeny '41 Dirk Proper '77 Ilias Bronkhorst '84 Rodrigo Guth '90+1 Javier Vet | Basisopstelling NEC: Danny Vukovic; Ilias Bronkhorst, Iván Márquez, Rodrigo Guth, Cas Odenthal, Calvin Verdonk; Javier Vet, Mikkel Duelund 70' ( Jordy Bruijn), Dirk Proper; Ole Romeny 87' ( Ali Akman), Magnus Mattsson 87' ( Elayis Tavşan). Reservebank: Mattijs Branderhorst, Robin Roefs, Bart van Rooij, Souffian El Karouani, Nils Rossen, Thomas Beekman.      |
| Afwezig: Rens van Eijden , Edgar Barreto , Jonathan Okita , Joep van der Sluijs , Pedro Ruiz , Lasse Schöne (rust).                              |                                                               |               |                                                                                      | |
| |                                                               |               |                                                                                      | |
| Achtste finale 18 januari 2022, 20:00 | FC Groningen                                                  | 1 – 2 (1 – 1) | N.E.C.                                                                               | : Lasse Schöne |
| Euroborg, Groningen Toeschouwers: 0 Scheidsrechter: Jeroen Manschot                                                                              | Michael de Leeuw 45' Laros Duarte 53' Neraysho Kasanwirjo 90' |               | '10 Calvin Verdonk '48 Mikkel Duelund '90 Javier Vet '90+4 Ali Akman                 | Basisopstelling NEC: Danny Vukovic; Ilias Bronkhorst, Iván Márquez, Cas Odenthal, Calvin Verdonk 82' ( Bart van Rooij); Lasse Schöne, Javier Vet, Dirk Proper; Elayis Tavşan 61' ( Rodrigo Guth), Ole Romeny 70' ( Ali Akman), Mikkel Duelund 82' ( Magnus Mattsson). Reservebank: Mattijs Branderhorst, Robin Roefs, Guus Gertsen, Nils Rossen.                        |
| Afwezig: Rens van Eijden , Edgar Barreto , Jonathan Okita , Joep van der Sluijs , Pedro Ruiz , Jordy Bruijn , Souffian El Karouani (Afrika Cup). |                                                               |               |                                                                                      | |
| |                                                               |               |                                                                                      | |
| Kwartfinale 19 februari 2022, 19:00 | N.E.C.                                                        | 0 – 2 (0 – 2) | Go Ahead Eagles                                                                      | : Edgar Barreto |
| Goffertstadion, Nijmegen Toeschouwers: 4.350 Scheidsrechter: Danny Makkelie                                                                      | Edgar Barreto 50'                                             |               | '18 Luuk Brouwers '27 Giannis Fivos Botos '54 Luuk Brouwers '90+3 Mats Deijl         | Basisopstelling NEC: Danny Vukovic; Bart van Rooij, Iván Márquez, Cas Odenthal, Souffian El Karouani; Lasse Schöne, Mikkel Duelund, Edgar Barreto 60' ( Jonathan Okita); Elayis Tavşan, Ali Akman 60' ( Wilfried Bony; 86' ( Rodrigo Guth), Magnus Mattsson. Reservebank: Mattijs Branderhorst, Robin Roefs, Ilias Bronkhorst, Guus Gertsen, Nils Rossen.               |
| Afwezig: Rens van Eijden , Dirk Proper , Jordy Bruijn , Joep van der Sluijs , Pedro Ruiz , Javier Vet (schorsing), Calvin Verdonk.               |                                                               |               |                                                                                      | |

## Clubstatistieken

### Stand, punten en doelpunten per speelronde
| Speelronde              | 1             | 2             | 3             | 4             | 5             | 6             | 7             | 8             | 9             | 10            | 11            | 12            | 13            | 14            | 15            | 16            | 17            | 18            | 19            | 20            | 21            | 22            | 23            | 24            | 25            | 26            | 27            | 28            | 29            | 30            | 31            | 32            | 33            | 34            |
| ----------------------- | ------------- | ------------- | ------------- | ------------- | ------------- | ------------- | ------------- | ------------- | ------------- | ------------- | ------------- | ------------- | ------------- | ------------- | ------------- | ------------- | ------------- | ------------- | ------------- | ------------- | ------------- | ------------- | ------------- | ------------- | ------------- | ------------- | ------------- | ------------- | ------------- | ------------- | ------------- | ------------- | ------------- | ------------- |
| Trainer                 | Rogier Meijer | Rogier Meijer | Rogier Meijer | Rogier Meijer | Rogier Meijer | Rogier Meijer | Rogier Meijer | Rogier Meijer | Rogier Meijer | Rogier Meijer | Rogier Meijer | Rogier Meijer | Rogier Meijer | Rogier Meijer | Rogier Meijer | Rogier Meijer | Rogier Meijer | Rogier Meijer | Rogier Meijer | Rogier Meijer | Rogier Meijer | Rogier Meijer | Rogier Meijer | Rogier Meijer | Rogier Meijer | Rogier Meijer | Rogier Meijer | Rogier Meijer | Rogier Meijer | Rogier Meijer | Rogier Meijer | Rogier Meijer | Rogier Meijer | Rogier Meijer |
| Punten per speelronde   | 0             | 3             | 3             | 1             | 1             | 0             | 0             | 3             | 0             | 3             | 3             | 1             | 1             | 0             | 0             | 0             | 3             | 3             | 1             | 0             | 1             | 3             | 1             | 0             | 0             | 0             | 1             | 3             | 0             | 0             | 0             | 3             | 0             | 0             |
| Punten na speelronde    | 0             | 3             | 6             | 7             | 8             | 8             | 8             | 11            | 11            | 14            | 17            | 18            | 19            | 19            | 19            | 19            | 22            | 25            | 26            | 26            | 27            | 30            | 31            | 31            | 31            | 31            | 32            | 35            | 35            | 35            | 35            | 38            | 38            | 38            |
| Stand na speelronde     | 18e           | 12e           | 8e            | 7e            | 7e            | 10e           | 11e           | 11e           | 11e           | 9e            | 8e            | 8e            | 9e            | 10e           | 11e           | 12e           | 10e           | 9e            | 9e            | 9e            | 9e            | 8e            | 8e            | 9e            | 9e            | 10e           | 10e           | 9e            | 10e           | 10e           | 11e           | 9e            | 8e            | 11e           |
| Goals per speelronde    | 0             | 2             | 1             | 0             | 1             | 0             | 3             | 3             | 0             | 2             | 3             | 1             | 1             | 2             | 1             | 1             | 2             | 1             | 0             | 1             | 1             | 1             | 1             | 1             | 1             | 3             | 0             | 2             | 0             | 0             | 0             | 1             | 2             | 0             |
| Goals na speelronde     | 0             | 2             | 3             | 3             | 4             | 4             | 7             | 10            | 10            | 12            | 15            | 16            | 17            | 19            | 20            | 21            | 23            | 24            | 24            | 25            | 26            | 27            | 28            | 29            | 30            | 33            | 33            | 35            | 35            | 35            | 35            | 36            | 38            | 38            |
| Doelsaldo na speelronde | −5            | −3            | −2            | −2            | −2            | −5            | −7            | −5            | −6            | −5            | −2            | −2            | −2            | −3            | −4            | −5            | −3            | −2            | −2            | −5            | −5            | −4            | −4            | −7            | −9            | −10           | −10           | −9            | −11           | −12           | −13           | −12           | −13           | −14           |

### Verhouding thuis-uit
|               | AJA | AZ  | CAM | FEY | FOR | GAE | GRO | HEE | HER | PEC | PSV | RKC | SPA | TWE | UTR | VIT | WIL | Gem.      | Totaal |
| ------------- | --- | --- | --- | --- | --- | --- | --- | --- | --- | --- | --- | --- | --- | --- | --- | --- | --- | --------- | ------ |
| Uitslag thuis | 0-1 | 1-3 | 2-3 | 1-4 | 0-1 | 1-0 | 3-0 | 1-1 | 0-0 | 2-0 | 1-2 | 1-1 | 0-0 | 0-2 | 0-3 | 0-1 | 0-0 | 0,76-1,35 | 13-23  |
| Uitslag uit   | 5-0 | 1-1 | 1-2 | 5-3 | 1-3 | 0-2 | 4-3 | 0-1 | 0-1 | 1-1 | 3-2 | 2-1 | 1-1 | 1-2 | 1-0 | 4-1 | 0-1 | 1,71-1,47 | 29-25  |
| Punten thuis  | 0   | 0   | 0   | 0   | 0   | 3   | 3   | 1   | 1   | 3   | 0   | 1   | 1   | 0   | 0   | 0   | 1   | 0,82      | 14     |
| Punten uit    | 0   | 1   | 3   | 0   | 3   | 3   | 0   | 3   | 3   | 1   | 0   | 0   | 1   | 3   | 0   | 0   | 3   | 1,41      | 24     |
| Punten totaal | 0   | 1   | 3   | 0   | 3   | 6   | 3   | 4   | 4   | 4   | 0   | 1   | 2   | 3   | 0   | 0   | 4   | 1,12      | 38     |

Bijgewerkt op 15 mei 2022.

### Toeschouwers
| Ronde | Tegenstander     | Toeschouwers | Totaal toeschouwers | Gemiddeld |
| ----- | ---------------- | ------------ | ------------------- | --------- |
| 02    | PEC Zwolle       | 8.500        | 8.500               | 8.500     |
| 04    | Willem II        | 8.333        | 16.833              | 8.417     |
| 06    | FC Utrecht       | 8.333        | 25.166              | 8.389     |
| 09    | Vitesse          | 12.500       | 37.666              | 9.417     |
| 11    | FC Groningen     | 0            | 37.666              | 7.533     |
| 12    | sc Heerenveen    | 0            | 37.666              | 6.278     |
| 14    | SC Cambuur       | 0            | 37.666              | 5.380     |
| 16    | PSV              | 0            | 37.666              | 4.708     |
| 19    | Heracles Almelo  | 0            | 37.666              | 4.185     |
| 20    | Feyenoord        | 0            | 37.666              | 3.766     |
| 23    | RKC Waalwijk     | 11.802       | 49.468              | 4.497     |
| 25    | AZ               | 12.500       | 61.468              | 5.112     |
| 27    | Sparta Rotterdam | 12.000       | 73.468              | 5.651     |
| 29    | FC Twente        | 12.390       | 85.858              | 6.133     |
| 30    | Ajax             | 12.390       | 98.248              | 6.550     |
| 32    | Go Ahead Eagles  | 12.390       | 110.638             | 6.915     |
| 34    | Fortuna Sittard  | 12.390       | 123.028             | 7.237     |

## Spelersstatistieken

### Wedstrijden
| Speler               | Eredivisie | KNVB Beker | Totaal | Speelminuten |
| -------------------- | ---------- | ---------- | ------ | ------------ |
| Lasse Schöne         | 33         | 2          | 35     | 3111         |
| Bart van Rooij       | 33         | 2          | 35     | 3068         |
| Mattijs Branderhorst | 34         | 0          | 34     | 3060         |
| Iván Márquez         | 30         | 4          | 34     | 2937         |
| Elayis Tavşan        | 30         | 4          | 34     | 2592         |
| Souffian El Karouani | 31         | 2          | 33     | 2678         |
| Cas Odenthal         | 28         | 4          | 32     | 2811         |
| Ali Akman            | 28         | 4          | 32     | 1728         |
| Magnus Mattsson      | 27         | 3          | 30     | 1934         |
| Jordy Bruijn         | 28         | 2          | 30     | 1917         |
| Javier Vet           | 27         | 3          | 30     | 805          |
| Jonathan Okita       | 27         | 2          | 29     | 2429         |
| Dirk Proper          | 22         | 3          | 25     | 1637         |
| Mikkel Duelund       | 22         | 3          | 25     | 1109         |
| Rodrigo Guth         | 20         | 4          | 24     | 1883         |
| Calvin Verdonk       | 21         | 3          | 24     | 1246         |
| Edgar Barreto        | 19         | 1          | 20     | 1287         |
| Ilias Bronkhorst     | 12         | 3          | 15     | 455          |
| Ole Romeny*          | 10         | 3          | 13     | 349          |
| Danny Vukovic        | 0          | 4          | 4      | 360          |
| Ibrahim Cissoko      | 4          | 0          | 4      | 84           |
| Pedro Ruiz           | 3          | 0          | 3      | 70           |
| Wilfried Bony        | 1          | 1          | 2      | 40           |
| Thomas Beekman*      | 1          | 1          | 2      | 35           |
| Rens van Eijden      | 2          | 0          | 2      | 22           |
| Mathias De Wolf      | 2          | 0          | 2      | 8            |
| Robin Roefs          | 0          | 0          | 0      | 0            |
| Joep van der Sluijs  | 0          | 0          | 0      | 0            |
| Totaal               | 34         | 4          | 38     | 3420         |

* is al vertrokken

### Clubtopscorers 2021/22
| #   | Naam                 | Doelpunten | Doelpunten | Doelpunten | Assists    | Assists    | Assists |
| #   | Naam                 | Eredivisie | KNVB Beker | Totaal     | Eredivisie | KNVB Beker | Totaal  |
| --- | -------------------- | ---------- | ---------- | ---------- | ---------- | ---------- | ------- |
| 1.  | Jonathan Okita       | 7          | 0          | 7          | 6          | 0          | 6       |
| 2.  | Elayis Tavşan        | 5          | 2          | 7          | 1          | 0          | 1       |
| 3.  | Ali Akman            | 6          | 0          | 6          | 0          | 0          | 0       |
| 4.  | Jordy Bruijn         | 5          | 0          | 5          | 3          | 0          | 3       |
| 5.  | Magnus Mattsson      | 4          | 0          | 4          | 0          | 1          | 1       |
| 6.  | Mikkel Duelund       | 2          | 1          | 3          | 2          | 0          | 2       |
| 7.  | Javier Vet           | 2          | 0          | 2          | 3          | 0          | 3       |
| 8.  | Lasse Schöne         | 2          | 0          | 2          | 2          | 0          | 2       |
| 9.  | Calvin Verdonk       | 1          | 1          | 2          | 1          | 0          | 1       |
| 10. | Ole Romeny           | 0          | 2          | 2          | 0          | 0          | 0       |
| 11. | Dirk Proper          | 0          | 1          | 1          | 0          | 1          | 1       |
| 12. | Ibrahim Cissoko      | 1          | 0          | 1          | 0          | 0          | 0       |
| 13. | Edgar Barreto        | 1          | 0          | 1          | 0          | 0          | 0       |
| 14. | Rodrigo Guth         | 1          | 0          | 1          | 0          | 0          | 0       |
| 15. | Cas Odenthal         | 1          | 0          | 1          | 0          | 0          | 0       |
| 16. | Bart van Rooij       | 0          | 0          | 0          | 2          | 0          | 2       |
| 17. | Souffian El Karouani | 0          | 0          | 0          | 1          | 0          | 1       |
| 18. | Ilias Bronkhorst     | 0          | 0          | 0          | 0          | 1          | 1       |

* is al vertrokken

### Overzicht kaarten en schorsingen
| Speler               | Wed | Ere | Bek | Totaal aantal gele kaart(en) | Twee gele kaarten in 1 wedstrijd aan dezelfde speler | Rode kaart |
| -------------------- | --- | --- | --- | ---------------------------- | ---------------------------------------------------- | ---------- |
| Lasse Schöne         | 35  | 7   |     | 7                            |                                                      |            |
| Iván Márquez         | 34  | 6   |     | 6                            |                                                      | 1          |
| Edgar Barreto        | 20  | 3   | 1   | 4                            |                                                      |            |
| Jordy Bruijn         | 29  | 4   |     | 4                            |                                                      |            |
| Javier Vet           | 30  | 2   | 2   | 4                            |                                                      |            |
| Cas Odenthal         | 32  | 4   |     | 4                            |                                                      |            |
| Rodrigo Guth         | 24  | 2   | 1   | 3                            |                                                      |            |
| Dirk Proper          | 25  | 3   |     | 3                            |                                                      |            |
| Jonathan Okita       | 29  | 3   |     | 3                            |                                                      |            |
| Souffian El Karouani | 33  | 3   |     | 3                            |                                                      | 1          |
| Elayis Tavşan        | 34  | 3   |     | 3                            |                                                      |            |
| Bart van Rooij       | 35  | 3   |     | 3                            |                                                      |            |
| Ilias Bronkhorst     | 15  | 1   | 1   | 2                            |                                                      |            |
| Calvin Verdonk       | 25  | 2   |     | 2                            |                                                      |            |
| Mikkel Duelund       | 26  | 2   |     | 2                            |                                                      |            |
| Ali Akman            | 30  | 1   | 1   | 2                            |                                                      | 1          |
| Mattijs Branderhorst | 34  | 1   |     | 1                            |                                                      |            |
| Totaal               | 38  | 51  | 6   | 57                           | 0                                                    | 3          |

### Oefenwedstrijden
- is al vertrokken

| Nr.    | Naam                 | Goals | Assists | Totaal |
| ------ | -------------------- | ----- | ------- | ------ |
| 1.     | Thibo Baeten*        | 6     | 1       | 7      |
| 2.     | Ole Romeny           | 3     | 2       | 5      |
| 3.     | Elayis Tavşan        | 2     | 3       | 5      |
| 4.     | Mikkel Duelund       | 2     | 2       | 4      |
| 4.     | Jonathan Okita       | 2     | 2       | 4      |
| 6.     | Jordy Bruijn         | 3     | 0       | 3      |
| 7.     | Souffian El Karouani | 1     | 2       | 3      |
| 8.     | Magnus Mattsson      | 2     | 0       | 2      |
| 9.     | Bart van Rooij       | 1     | 1       | 2      |
| 10.    | Joep van der Sluijs  | 0     | 2       | 2      |
| 10.    | Ilias Bronkhorst     | 0     | 2       | 2      |
| 12.    | Kevin Bukusu*        | 1     | 0       | 1      |
| 12.    | Iván Márquez         | 1     | 0       | 1      |
| 12.    | Pedro Ruiz           | 1     | 0       | 1      |
| 12.    | Rodrigo Guth         | 1     | 0       | 1      |
| 12.    | Javier Vet           | 1     | 0       | 1      |
| 16.    | Lasse Schöne         | 0     | 1       | 1      |
| 16.    | Dirk Proper          | 0     | 1       | 1      |
| 16.    | Cas Odenthal         | 0     | 1       | 1      |
| Totaal | Totaal               | 24    | 19      | 43     |

## N.E.C. onder 21
Het belofteteam is in het seizoen 2021/22 een zelfstandige trainingsgroep en speelt ook zonder FC Oss waarmee nog wel in de jeugdopleiding wordt samengewerkt. Vanaf het seizoen 2010/11 was het belofteteam geen aparte trainingsgroep en vanaf het seizoen 2011/12 werd gezamenlijk gespeeld als Jong N.E.C./FC Oss. Ron de Groot is de hoofdtrainer van het belofteteam. Het team speelt niet in de zogenoemde 'voetbalpiramide' waarbij teams uit de Beloften Eredivisie na het seizoen 2015/16 kunnen instromen in een landelijke divisie tussen de Topklasse en Eerste divisie in. Jong N.E.C. speelt in de Reservecompetitie voor overige belofteteams waarbij geen promotie en degradatie mogelijk is. Het team speelt in poule B, het tweede niveau met 8 teams, waarin een volledige competitie gespeeld wordt aangevuld met een drietal extra vriendschappelijke wedstrijden.

### Selectie
| Keepers       | Keepers            | Keepers              | Keepers       | Keepers                            |
| Nr.           | Nat.               | Naam                 | Geboortedatum | Vorige club                        |
| ------------- | ------------------ | -------------------- | ------------- | ---------------------------------- |
| 36            | Vlag van Nederland | Robin Roefs*         | 17/01/2003    | N.E.C. onder 19                    |
| –             | Vlag van Nederland | Ruben van Kouwen     | 19/05/2001    | Vitesse onder 19                   |
| –             | Vlag van Nederland | Mark van der Heijden | 28/07/2002    | NIVO Sparta/Zaltbommel             |
| Verdedigers   |                    |                      |               |                                    |
| 17            | Vlag van Nederland | Guus Gertsen*        | 16/04/2003    | N.E.C. onder 19                    |
| –             | Vlag van Nederland | Tygo Kersten         | 17/03/2003    | N.E.C. onder 19                    |
| –             | Vlag van Nederland | Jonas Clein          | 09/02/2002    | N.E.C. onder 19                    |
| –             | Vlag van Nederland | Thijme Deckers       | 26/07/2002    | N.E.C. onder 19                    |
| –             | Vlag van Nederland | Thomas Cox           | 10/02/2002    | PSV onder 19                       |
| Middenvelders |                    |                      |               |                                    |
| –             | Vlag van België    | Jordy Ruizendaal     | 01/02/2002    | N.E.C. onder 19                    |
| –             | Vlag van Nederland | Daan Maas            | 10/03/2003    | N.E.C. onder 19                    |
| –             | Vlag van Nederland | Rens Clarijs         | 12/05/2003    | N.E.C. onder 19                    |
| –             | Vlag van Nederland | Bart Ebbers          | 14/05/2001    | N.E.C. onder 19                    |
| –             | Vlag van Nederland | Kas de Wit           | 26/07/2003    | N.E.C. onder 19                    |
| –             | Vlag van Nederland | Michaël Dangi        | 09/05/2001    | KV Westerlo onder 21               |
| Aanvallers    |                    |                      |               |                                    |
| 21            | Vlag van Nederland | Joep van der Sluijs* | 01/12/2001    | N.E.C. onder 19                    |
| –             | Vlag van Nederland | Aimé Omgba           | 22/10/2002    | Feyenoord onder 19                 |
| –             | Vlag van Nederland | Sergio Hughes        | 24/02/2002    | N.E.C. onder 19                    |
| –             | Vlag van Rusland   | Gallio Esajas        | 07/02/2003    | FC Twente/Heracles Almelo onder 18 |
| –             | Vlag van Nederland | Giovanni Zwikstra    | 06/03/2001    | FC Groningen onder 19              |
| –             | Vlag van Nederland | Stan van Ballegooij  | 04/02/2003    | N.E.C. onder 18                    |
| –             | Vlag van Nederland | Dennis Haazer        | 14/10/2002    | FC Dordrecht onder 19              |

Ajax ·
AZ ·
SC Cambuur ·
Feyenoord ·
Fortuna Sittard ·
Go Ahead Eagles ·
FC Groningen ·
sc Heerenveen ·
Heracles Almelo ·
N.E.C. ·
PEC Zwolle · 
PSV ·
RKC Waalwijk ·
Sparta Rotterdam ·
FC Twente ·
FC Utrecht ·
Vitesse ·
Willem II